# Celtic Frost
Celtic Frost byla švýcarská extreme metalová skupina založená v roce 1984 v Zürichu. Jsou známí jako vzor blackmetalových kapel. Inspirovali se heavymetalovými skupinami jako Black Sabbath, Angel Witch, Venom apod. Skupina byla aktivní od roku 1984 do roku 1993 a opětovně se zformovala v roce 2001. Po odchodu Toma Gabriela Fischera v roce 2008 se skupina opět rozešla.

## Žánr
Skupina vznikla z kapely Hellhammer, proto ve své rané fázi hrála tehdejší black metal (podobný Venom), postupně se však začala orientovat víc na čistý thrash metal. Na albu Cold Lake experimentovala s glam metalem a poslední album Monotheist je označované jako gothic/doom metal.

## Diskografie
- 1984 Morbid Tales
- 1985 To Mega Therion
- 1987 Into The Pandemonium
- 1988 Cold Lake
- 1990 Vanity/Nemesis
- 2006 Monotheist